# Françoise-Louise de Warens
Françoise-Louise de Warens, conosciuta col nome di Madame de Warens (nata Louise Éléonore de la Tour du Pil; Vevey, 31 marzo 1699 – Chambéry, 29 luglio 1762), è stata una nobile svizzera, nonché amante e benefattrice di Jean-Jacques Rousseau.

## Biografia
Nacque in una famiglia borghese, da Jean-Baptiste de la Tour, ricco possidente appassionato di medicina, e Jeanne Louise Warnery, già vedova e che ottenne dal secondo matrimonio una ricca dote.
Nel 1713 sposò M. de Loys e divenne baronessa de Warens (o Vuarrens), dal nome di una proprietà di suo marito vicino a Vevey. Annullò il suo matrimonio lo stesso anno. Protestante, emigrata dalla Svizzera si stabilì ad Annecy e Charmettes sulle alture di Chambéry, Madame de Warens rimase una persona molto controversa: nel 1726 rinunciò alla sua religione, fuggì con la cassa di una fabbrica di calze di seta e lana che aveva fondato e che fallì, divenne cattolica, abiurò nelle mani del vescovo di Annecy, per poi percepire una pensione dalla Chiesa per diffondere la religione nella regione di confine di Ginevra (allora capitale del protestantesimo), venendo mantenuta dal re di Sardegna Vittorio Amedeo II di Savoia. Una donna molto liberale per il suo tempo, probabilmente ha anche svolto un ruolo politico in funzione della casa Savoia.
Lontano da Ginevra, Rousseau incontrò la baronessa nel marzo del 1728 e rimase a casa sua a Les Charmettes tra il 1735 e il 1737. Quindi lei gli assicurò l'educazione sia intellettuale che artistica e sentimentale, al punto che lui non dimenticherà mai la donna. La vide di nuovo nel 1754 e fu allora colpito dal suo declino: era completamente in rovina e invecchiata prima del tempo. Dopo essere tornato dall'Inghilterra nel 1767, cercò di ricongiungersi con lei e scoprì che era morta. Il filosofo le rese omaggio nelle ultime pagine che scrisse, la "Decima passeggiata" delle Le fantasticherie del passeggiatore solitario.

## Opere
- (FR) Nouvelles Lettres de Mme de Warens, Hachette BNF, 2018  [1722-1760], ISBN 9782011312433.